# Oson
Oson — система электронных платежей Республики Узбекистан, а также электронный кошелёк и электронные деньги (Oson сум). Оператором электронных денег Oson является компания «Brio Group», которая первой в Узбекистане получила статус оператора системы электронных денег. Эмитентом электронных денег является «Туркистонбанк».

## История
В 2016 году компания «Brio Group» под руководством Фархода Махмудова начала разработку Oson. В октябре 2017 года система была запущена в режиме бета-тестирования.
С 2018 года Oson поддерживает пополнение электронного кошелька «Яндекс.Деньги» сумами и Z-кошельков WebMoney. В июле 2019 года было достигнуто соглашение с WebMoney о том, что их WMY-кошелек в сумах можно будет пополнять через OSON. Функция стала доступна в феврале 2020 года.
16 июня 2020 года Oson включили в Реестр систем электронных денег, созданный после принятия Закона Республики Узбекистана «О платежах и платёжных системах» и внедрения Центральным банком Республики Узбекистан «Правил выпуска и обращения электронных денег на территории Республики Узбекистан».
В сентябре 2020 года приложение стало поддерживать привязку международных карт Visa, MasterCard и Мир.
В январе 2021 года стало доступно пополнение электронного кошелька наличными через Paynet, а в марте стала доступна возможность пополнения кошелька через Visa и MasterCard.
В 2021 году было открыто представительство компании в ОАЭ.
Количество пользователей Oson превышает 500 тысяч человек.

## Функционал
В системе Oson имеется более 800 услуг, как локальных, так и зарубежных. Система позволяет быстро перевести денежные средства между локальными картами Uzcard и HUMO, а также оплатить различные виды товаров, услуг, штрафов и погашение кредитов.
Электронные деньги можно использовать для покупки товаров и услуг у индивидуальных предпринимателей и юридических лиц. Для данного действия формируются специальные электронные именные кошельки на пользователя, на которые принимаются или отправляются электронные деньги за товары или оказанные услуги.
Электронные деньги, предъявленные их владельцам, погашаются банком-эмитентом путём перечисления безналичных денежных средств на банковский расчётный счёт оператора. После погашения электронных денег операция считается полностью завершённой.